# Cüneyt Tanman
Mehmet Cüneyt Tanman (* 16. Januar 1956 in Istanbul) ist ein ehemaliger türkischer Fußballspieler.

## Karriere
Tanman spielte für den türkischen Fußballverein Galatasaray Istanbul. Für Galatasaray absolvierte er von 1973/74 bis 1990/91 401 Erstligaspiele und war damit zeitweise Rekordspieler der türkischen Liga. Cüneyt Tanman war von 1985 bis 1991 Kapitän von Galatasaray Istanbul. 1975/76 war er ausgeliehen an Giresunspor.
In der Nationalmannschaft bestritt der Verteidiger 17 A-Länderspiele. 1991 beendete Tanman seine Karriere mit einem Abschiedsspiel.
Nach der aktiven Karriere wechselte er für eine gewisse Zeit ins Management von Galatasaray. 2004 arbeitete er als Co-Kommentator beim türkischen Bezahlfernsehsender Lig TV. Von November 2010 bis 2011 arbeitete er auch im Scouting-Team von Galatasaray. Tanman war bis zum Saisonende 2010/11 Sportdirektor von Galatasaray. Diese Funktion führte er auch von 2014 bis 2015 aus, wurde jedoch entlassen.

## Erfolge
Türkische Meisterschaft:
- 1987, 1988

Türkischer Pokal (Türkiye Kupası):
- 1982, 1985, 1991

Pokal des Türkischen Sportjournalisten-Vereins (TSYD Kupası):
- 1978, 1982, 1988, 1988

Präsidenten-Pokal (Cumhurbaşkanlığı Kupası):
- 1982